# Bukowina (510 m)
Bukowina (510 m) – wzniesienie w Grupie Lipowskiego Wierchu i Romanki w Beskidzie Żywiecko-Orawskim. Znajduje się w północno-zachodnim zakończeniu grzbietu Abrahamowa (857 m), który poprzez Grapę i Bukowinę opada do doliny Soły w Węgierskiej Górce.
Bukowina to wzniesienie, którego punkt kulminacyjny oraz stok zachodni i północny znajdują się w miejscowości Żabnica, ale stok wschodni we wsi Cięcina. Jest w większości bezleśne, ale nazwa wskazuje, że kiedyś porastały je buki. Tuż przed wybuchem II wojny światowej, przewidując napaść Niemiec na Polskę, w Węgierskiej Górce i Żabnicy pospiesznie wybudowano system 5 schronów bojowych z działami i bronią maszynową, mającymi za zadanie ostrzeliwać pojazdy i wojska niemieckie na strategicznie ważnej drodze biegnącej przez Węgierską Górkę. Jeden z nich o nazwie „Wyrwidąb” znajduje się na wzniesieniu Bukowina. Schron ten w idealnym stanie przetrwał wojnę, ale po wojnie testowano na nim materiały wybuchowe, wskutek czego jest najbardziej zniszczonym w tej grupie schronów. Dojazd do schronu jest ze wsi Cięcina.